# Acmopolynema sema
Acmopolynema sema är en stekelart som beskrevs av Schauff 1981. Acmopolynema sema ingår i släktet Acmopolynema och familjen dvärgsteklar. Inga underarter finns listade i Catalogue of Life.